# Art Pepper

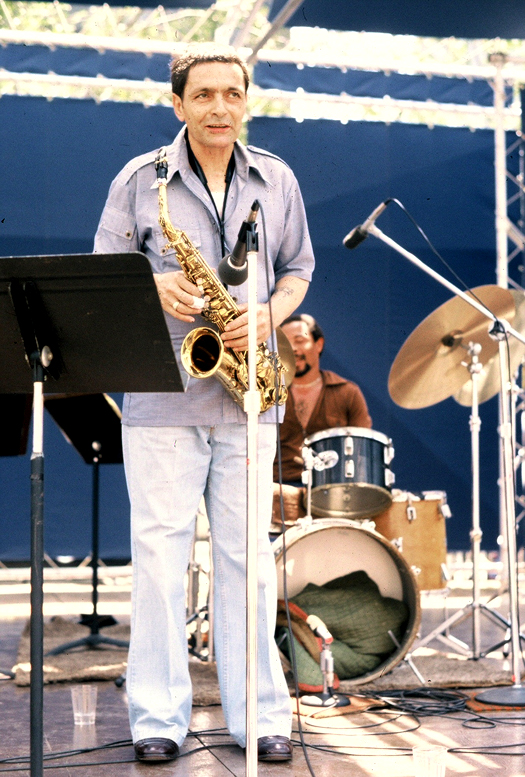
Art Pepper 1979

Arthur Edward „Art“ Pepper (* 1. September 1925 in Gardena, Kalifornien; † 15. Juni 1982 in Los Angeles, Panorama City, Kalifornien) war ein amerikanischer Altsaxophonist. Pepper war einer der bedeutendsten Altsaxophonisten des Jazz in der Nachfolge von Charlie Parker, erlag aber nicht dessen damaligem dominantem Einfluss, sondern verschmolz eigene Vorstellungen mit Einflüssen von Benny Carter, Zoot Sims und Lester Young. In seinen späten Aufnahmen wird auch der Einfluss der modalen Spielweise spürbar, die von Miles Davis und vor allem von John Coltrane in den Jazz gebracht wurde.

## Leben und Wirken
Art Pepper hatte vom neunten Lebensjahr an Klarinettenunterricht und begann mit zwölf Jahren auf dem Altsaxophon zu spielen.
1942 arbeitete er mit Gus Arnheim, Lee Young, spielte in Clubs bei Zoot Sims, Jimmy Blanton, Art Tatum, Ben Webster, Dexter Gordon, Charles Mingus und Coleman Hawkins.
Einen ersten Höhepunkt in der Karriere des deutschstämmigen Musikers bildete die Zusammenarbeit mit Benny Carter, der ihn intensiv förderte; unter seiner Ägide entwickelte er sich zu einem sicheren Solisten. Ab 1946 spielte Pepper im Orchester von Stan Kenton, wo er mit Lee Konitz zusammentraf, dem anderen großen Altsaxophonisten seiner Generation. In der Zeit bei Kenton bis 1952 verfeinerte er seinen Stil; so wurde der überragende Techniker und phantasievolle Improvisator zu einem der führenden Exponenten des West Coast Jazz und spielte gegen Ende des Jahrzehnts eine Reihe herausragender Schallplatten unter eigenem Namen ein (Art Pepper Meets the Rhythm Section, The Art of Pepper, Modern Art, Art Pepper plus Eleven, Intensity u. a.). Ebenso wirkte er bei Shorty Rogers’ frühem Album Cool and Crazy (1953) mit. Schon in der Zeit bei Kenton verfiel er dem Heroin; damit begann ein ständiges Auf und Ab von Erfolgen und Gefängnisaufenthalten (ab 1953 saß Pepper insgesamt elf Jahre hinter Gittern).
Am Nachmittag des 25. Oktober 1960 wurde Pepper wegen Heroinbesitzes festgenommen; am Vormittag hatte er noch sein Album Smack Up (Contemporary) fertiggestellt. Vorläufig auf freien Fuß gesetzt, konnte er noch im November 1960 mit seinem Quartett das Album Intensity (Contemporary) einspielen, dann wurde er im Mai 1961 zu einer mehrjährigen Gefängnisstrafe verurteilt, die er in St. Quentin absaß. Nach über drei Jahren kam er ins Männergefängnis Tehachapi, aus dem er am 22. März 1964 entlassen wurde. Shelly Manne hatte ihn in dieser Zeit unterstützt, ihm Briefe geschrieben und ein Engagement in seinem Club versprochen. Die Zeit in St. Quentin hatte ihn verbittert, was sich auch musikalisch niederschlug: Sein Ton wurde härter und orientierte sich mehr an John Coltrane und Ornette Coleman. Pepper schrieb in dieser Zeit Stücke wie „D Section“, „Groupin’“, „The Trip“ und „The Screamer“. 1964 trat er mit seinem langjährigen Freund, dem Bassisten Hersh Hamel, dem Pianisten Frank Strazzeri und dem Schlagzeuger Bill Goodwin im Jazzclub Shelly’s Manne-Hole auf, anschließend im Gold Nugget in San Francisco. Dessen Inhaber Don Mupo vermittelte die Band an Ralph Gleason, der zu dieser Zeit als Journalist für das Magazin Down Beat und als Produzent der halbstündigen TV-Show Jazz Casual arbeitete. Für dessen Sendung nahm Art Pepper u. a. „The Trip“ auf. Ansonsten hatte er in dieser Zeit nur wenige Auftrittsmöglichkeiten; so begleitete er den Sänger Frankie Randall für ein Album.
Erneut drogenabhängig, wurde Pepper 1965 wegen Verstoßes gegen die Bewährungsauflagen wieder festgenommen und kam erst im Juni 1966 frei. Mit einem geborgten Altsaxophon hatte er im August 1966 sein Comeback im Shelly’s Manne-Hole – mit seinem Freund Hersh Hamel, dem Pianisten Roger Kellaway und dem Schlagzeuger John Guerin. Auch das Jahr 1967 verlief sehr schwierig für Pepper: Er spielte gelegentlich bei Sessions in Mannes Club, u. a. mit Tommy Flanagan und wieder im Gold Nugget, San Francisco. Für seinen Freund und Unterstützer Lester Koenig von Contemporary Records nahm er 1968 eine weitere Platte auf, die aber damals nicht veröffentlicht wurde. Die persönliche Wende kam für Pepper erst im Juni 1968, als er den Platz von Ernie Watts in der Big Band von Buddy Rich einnehmen konnte. Nach einem zweiwöchigen Engagement im Caesars Palace in Las Vegas hatte er wieder Tritt gefasst; anschließend folgte ein Gastspiel in der Band von Carl Fontana. 1969 hatte er Auftritte im Fillmore East und es entstanden Aufnahmen mit eigener Band in Donte’s Jazzclub, North Hollywood.
Mit Hilfe seiner dritten Frau Laurie Miller und eines Methadonprogramms gelang ihm schließlich der Ausstieg aus seiner Drogenkarriere; von 1975 bis zu seinem Tod war er wieder ein vielgefragter Solist. Sein Spiel war nun zerbrechlicher und empfindsamer als früher. Aus dieser Spätphase ragen besonders die Aufnahmen aus dem Village Vanguard von 1977, seine Platten für das Jazzlabel Galaxy heraus, unter anderem mit George Cables, Tommy Flanagan, Cecil McBee und Billy Higgins sowie die Aufnahmen im Quartett des bulgarisch-amerikanischen Pianisten Milcho Leviev.
In seiner Autobiographie Straight Life (1980) schildert Pepper vor allem sein Leben im Gefängnis und als Junkie auf der Straße.
Pepper starb an einem Hirnschlag in Los Angeles. Er ist beigesetzt im Abbey of the Psalms Mausoleum im Hollywood Forever Cemetery in Hollywood.

## Diskographische Hinweise

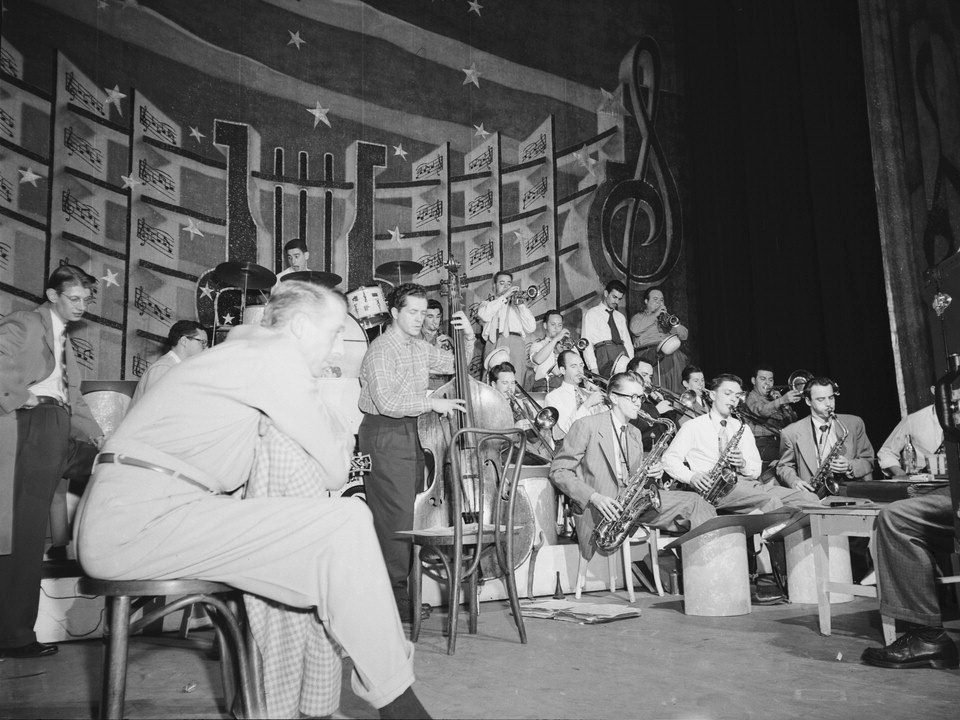
Stan Kenton, Eddie Safranski, Shelly Manne, Chico Alvarez, Ray Wetzel, Harry Betts, Bob Cooper und Art Pepper, 1947 oder 1948.
Fotografie von William P. Gottlieb.

### Alben zu Lebzeiten
- The Return of Art Pepper (Jazz West, 1956)
- The Way It Was! (Contemporary 7630, 1956)
- mit Chet Baker Playboys (Pacific Jazz Records, 1956)
- Modern Art (Intro 606, 1957)
- The Art of Pepper (Omegatape 7020, 1957)
- Meets the Rhythm Section (Contemporary Records, 1957)
- Art Pepper + Eleven – Modern Jazz Classics (Contemporary, 1959)
- Smack Up (Contemporary, 1960)
- Intensity (Contemporary, 1963)
- The Gauntlet – Original Film Soundtrack (Warner Bros., 1977), mit Jon Faddis, Mike Lang, Shelly Manne, Orchestra, Jerry Fielding (cond, arr)
- Thursday Night at the Village Vanguard (Contemporary, 1979)

### Aufnahmen der Unreleased Art Series
Laurie Pepper gab auf ihrem Label Widow’s Taste seit 2006 bislang unveröffentlichte Aufnahmen Art Peppers heraus.
- Unreleased Art, Vol. 1: The Complete Abashiri Concert – November 22, 1981  (2006)
- Unreleased Art, Vol. II: The Last Concert May 30, 1982 – Kennedy Center, Washington D.C. (2007)
- Unreleased Art, Vol. 3: The Croydon Concert (2008)
- The Art History Project: Unreleased Art Vol. IV (2009),
- Unreleased Art Vol. V: Stuttgart May 25, 1981 (2010),
- Unreleased Art Vol. VI: Blues for the Fisherman (2011)
- Unreleased Art Vol. VII: Sankei Hall Osaka, Japan, November 18, 1980 (2012)
- Unreleased Art Vol. VIII: Live at the Winery (2013)
- Unreleased Art: Volume 9: At Donte’s, April 26, 1974 (2016)
- Unreleased Art Pepper Vol. 10: Toronto (2018)
- Unreleased Art Pepper Vol. 11: Atlanta (2020), mit Art Pepper, Milcho Leviev, Bob Magnusson, Carl Burnett

### Weitere zu Lebzeiten unveröffentlichte Aufnahmen
- New York Album (Galaxy, 1985)
- Live at Fat Tuesday’s (rec. 1981, ed. 2015)
- The Complete Maiden Voyage Recordings (Omnivore Recordings, ed. 2023)

### Kompilationen
- Early Art (Blue Note 1976)
- Live at the Village Vanguard (Contemporary, 1980; rec. 1977)
- The Complete Pacific Jazz Small Group Recordings of Art Pepper (1956–57) – (Mosaic Records 1983)
- Straight Life: The Savoy Sessions (Savoy Jazz 1986; rec. 1952/54)
- The Complete Galaxy Recordings (Galaxy, 1989; 16-CD-Box; rec. 1978–1982)
- The Complete Maiden Voyage Recordings (ADA 2024, rec. 1981)